# Hirics
Hirics est un village et une commune du comitat de Baranya en Hongrie.